# Aeropuerto de Mitzpe Ramon
El Aeropuerto de Mitzpe Ramon  (en hebreo: מנחת מצפה רמון‎) (IATA: MIP, ICAO: LLMR) es el nombre que recibe un aeropuerto situado en el Desierto del Néguev, en la parte meridional del país asiático de Israel. Se encuentra a sólo 5 km al norte de la ciudad de Mitzpé Ramón.
El aeropuerto es utilizado para vuelos y lección de vuelo de aviones privados. En las inmediaciones del aeropuerto se encuentra una gran base de las Fuerzas de Defensa de Israel.